# Смежное
Сме́жное (до 1948 года Моллала́р; укр. Суміжне, крымскотат. Mollalar, Моллалар) — село в Джанкойском районе Республики Крым, входит в состав Заречненского сельского поселения (согласно административно-территориальному делению Украины — Заречненского сельского совета Автономной Республики Крым).

## Население
| 2001 | 2014 |
| ---- | ---- |
| 107  | ↘56  |

Всеукраинская перепись 2001 года показала следующее распределение по носителям языка
| Язык             | Процент |
| ---------------- | ------- |
| русский          | 71.96   |
| крымскотатарский | 18.69   |
| украинский       | 7.48    |

### Динамика численности
| - 1805 год — 85 чел. - 1864 год — 38 чел. - 1889 год — 182 чел. - 1892 год — 6 чел. - 1900 год — 7 чел. - 1915 год — 101 чел. | - 1921 год — 280 чел. - 1926 год — 201 чел. - 1939 год — 197 чел. - 2001 год — 107 чел. - 2009 год — 76 чел. - 2014 год — 56 чел. |

## Современное состояние
На 2017 год в Смежном числится 2 улицы — Смежная и Центральная; на 2009 год, по данным сельсовета, село занимало площадь 12 гектаров на которой, в 39 дворах, проживало 76 человек.

## География
Смежное — село в центре района, к востоку от Джанкоя, в степном Крыму, недалеко от берега одного из осыхающих заливов Сиваша, высота центра села над уровнем моря — 31 м, что, вероятно, ошибка, так как соседнее село имеет показатель 11 м. Ближайшие сёла: Перепёлкино в 1 километра на северо-восток, Многоводное в 1,5 километра на восток, Стальное и Озерки — в 1,2 и 2,3 км на юге и Заречное — в 4 км на запад. Расстояние до райцентра — около 17 километров (по шоссе) на северо-запад, там же ближайшая железнодорожная станция. Транспортное сообщение осуществляется по региональной автодороге 35Н-140 от шоссе 35Н-139 Заречное — Перепёлкино (по украинской классификации — С-0-10416).

## История
Первое документальное упоминание села встречается в Камеральном Описании Крыма… 1784 года, судя по которому, в последний период Крымского ханства Молалар входил в Дип Чонгарский кадылык Карасубазар ского каймаканства. После присоединения Крыма к России (8) 19 апреля 1783 года, (8) 19 февраля 1784 года, именным указом Екатерины II сенату, на территории бывшего Крымского Ханства была образована Таврическая область и деревня была приписана к Перекопскому уезду. После Павловских реформ, с 1796 по 1802 год, входила в Перекопский уезд Новороссийской губернии. По новому административному делению, после создания 8 (20) октября 1802 года Таврической губернии, Муллалар был включён в состав Биюк-Тузакчинской волости Перекопского уезда.
По Ведомости о всех селениях в Перекопском уезде состоящих с показанием в которой волости сколько числом дворов и душ… от 21 октября 1805 года, в Муллаларе числилось 12 дворов, 51 крымский татарин, 3 ясыров и 31 цыган. На военно-топографической карте генерал-майора Мухина 1817 года деревня Моллалар обозначена с 13 дворами. После реформы волостного деления 1829 года Муллалар, согласно «Ведомости о казённых волостях Таврической губернии 1829 года» остался в составе Тузакчинской волости. На карте 1836 года в деревне 13 дворов. Затем, видимо, в результате эмиграции крымских татар, деревня заметно опустела и на карте 1842 года Муллалар обозначен условным знаком «малая деревня», то есть, менее 5 дворов.
В 1860-х годах, после земской реформы Александра II, деревню включили в состав Владиславской волости того же уезда. В «Списке населённых мест Таврической губернии по сведениям 1864 года», составленном по результатам VIII ревизии 1864 года, Муллалар — владельческая татарская деревня с 8 дворами, 38 жителями и мечетью при колодцах. По обследованиям профессора А. Н. Козловского начала 1860-х годов, в селении вода в колодцах глубиной от 1,5—3 до 5 саженей (от 2 до 10 м) была частью солоноватая, а частью солёная. Согласно «Памятной книжке Таврической губернии за 1867 год», деревня была покинута жителями в 1860—1864 годах, в результате эмиграции крымских татар, особенно массовой после Крымской войны 1853—1856 годов, в Турцию и оставалась в развалинах. Но на трехверстовой карте Шуберта 1865—1876 года в деревне Муллалар отмечены 5 дворов. К 1886 году Владиславская волость была упразднена и в «Памятной книге Таврической губернии 1889 года» по результатам Х ревизии 1887 года записан Муллалар Байгончекской волости, видимо, уже заселённый выходцами из материковой России, с 35 дворами и 182 жителями.
После земской реформы 1890 года отнесли к Ак-Шеихской волости. Согласно «…Памятной книжке Таврической губернии на 1892 год», в деревне Моллалар, не входившей ни в одно сельское общество, числилось 6 жителей в 1 домохозяйстве. По «…Памятной книжке Таврической губернии на 1900 год» в Моллаларе числилось 7 жителей в 1 дворе. В 1908 году в деревне было начато строительство нового мектеба. По Статистическому справочнику Таврической губернии. Ч.II-я. Статистический очерк, выпуск пятый Перекопский уезд, 1915 год, в деревне Моллалар Ак-Шеихской волости Перекопского уезда числилось 28 дворов (все дворы с землёй) с татарским населением в количестве 101 человека приписных жителей, из которых 57 мужчин и 44 женщины. Жители владели 550 десятинами удобной земли. В хозяйствах имелось 65 лошадей, 8 волов, 29 коров и 100 голов мелкого скота.
После установления в Крыму Советской власти, по постановлению Крымревкома от 8 января 1921 года № 206 «Об изменении административных границ» была упразднена волостная система и в составе Джанкойского уезда был создан Джанкойский район. Есть данные, что на тот год Моллалар, с населением 280 человек, входил в состав Барынского сельревкома. В 1922 году уезды преобразовали в округа. 11 октября 1923 года, согласно постановлению ВЦИК, в административное деление Крымской АССР были внесены изменения, в результате которых округа были ликвидированы, основной административной единицей стал Джанкойский район и село включили в его состав. Согласно Списку населённых пунктов Крымской АССР по Всесоюзной переписи 17 декабря 1926 года, в селе Моллалар, центре упразднённого к 1940 году Молаларского сельсовета Джанкойского района, числилось 46 дворов, из них 38 крестьянских, население составляло 201 человек, из них 179 татар, 10 еврев, 8 немцев, 4 русских, действовала татарская школа. По данным всесоюзной переписи населения 1939 года в селе проживало 197 человек.
После освобождения Крыма, 18 мая 1944 года, согласно постановлению ГКО № 5859 от 11 мая 1944 года, жители села — крымские татары были депортированы в Среднюю Азию. 12 августа 1944 года было принято постановление № ГОКО-6372с «О переселении колхозников в районы Крыма» и в сентябре 1944 года в район приехали первые новоселы (27 семей) из Каменец-Подольской и Киевской областей, а в начале 1950-х годов последовала вторая волна переселенцев из различных областей Украины. С 25 июня 1946 года Моллалар в составе Крымской области РСФСР. Указом Президиума Верховного Совета РСФСР от 18 мая 1948 года, Муллапер переименовали в Смежное. 26 апреля 1954 года Крымская область была передана из состава РСФСР в состав УССР. Время включения в Заречненский сельсовет пока не установлено: на 15 июня 1960 года село уже числилось в его составе. В 1978 году село признано «неперспективным». С 12 февраля 1991 года село в восстановленной Крымской АССР, 26 февраля 1992 года переименованной в Автономную Республику Крым.